# Sens
Sens [sɑ̃s] ist eine französische Stadt mit 27.275 Einwohnern (Stand 1. Januar 2022) im Département Yonne und liegt am gleichnamigen Fluss Yonne, in den hier die Vanne mündet. Die Stadt Sens liegt gut 100 Kilometer südöstlich von Paris, nach Auxerre, der nächsten Stadt in Burgund, sind es 56 Kilometer.

## Geschichte

### Keltische und römische Epoche
Als Agedincum war Sens in der Antike der Hauptort des keltischen Volkes der Senonen in Gallien. Obwohl der Platz vor der römischen Eroberung Galliens zweifellos morastig war, hatte er bereits aufgrund seiner Lage am Kreuzungspunkt zweier Heerstraßen Bedeutung erlangt. Endgültig konnte Gaius Iulius Caesar Agedincum, das er mehrfach erwähnt, erst nach der Bezwingung des Vercingetorix (52 v. Chr.) der römischen Herrschaft unterwerfen. Nach der Eroberung Galliens wurde die Position des Zusammenflusses von Yonne und Vanne etwas verlegt, so dass die ersten Bauten an der Stelle der heutigen Stadt entstanden. In der römischen Epoche verlief die eine der beiden erwähnten Heerstraßen als Via Agrippa ungefähr in Nord-Süd-Richtung, während die andere von Osten nach Westen verlaufende Genabum (Orléans) mit Augustabona (Troyes) verband.
Nach der Legende wurde die heilige Kolumba 273 n. Chr. in Sens enthauptet, weil sie sich als Christin weigerte, den Sohn des römischen Kaisers Aurelian zu heiraten. Eventuell ist Sens mit dem von Ammianus Marcellinus erwähnten Ort Senonae zu identifizieren, in dem Kaiser Julian 356 erfolgreich eine einmonatige Belagerung durch die Alamannen durchhielt. Die Römer errichteten in Sens u. a. Amphitheater, Aquädukte, Bäder und eine teilweise erhaltene Stadtmauer; auch wurden zwei große Nekropolen entdeckt. Als Kaiser Valens im Jahr 375 Gallien in 17 Provinzen einteilte, wurde Sens Hauptstadt der Lugdunensis IV.

### Mittelalter
Während des Mittelalters spielte Sens eine wichtige Rolle im kirchlichen Leben. Bereits seit dem späten 3. Jahrhundert war es Sitz eines Bistums, dann seit dem 4./5. Jahrhundert Sitz eines Erzbischofs, der seit Theodosius I. den Titel Primas von Gallien und Germanien führte. Das Hôtel de Sens in Paris war seine Residenz in der Hauptstadt.
Die Abtei Saint-Pierre-le-Vif wurde zu Beginn des 6. Jahrhunderts von Theudechild, der Tochter des Frankenkönigs Theuderich I. gegründet, die sich hier auch beerdigen ließ. Seit etwa 564 untersteht die Abtei der Benediktinerregel. Seit dem Jahr 999 ist Saint-Pierre-le-Vif ein Männerkloster.
731 oder 738 konnten sich die Einwohner von Sens gegen die Angriffe der Sarazenen behaupten, ebenso widerstanden sie 886 einer sechsmonatigen Belagerung durch die Normannen. Seit dem 9. Jahrhundert gehörte die Stadt zum Herzogtum Burgund und wurde von eigenen Grafen regiert. Die Kämpfe dieser Grafen mit den Erzbischöfen oder ihren Oberherren führten häufig zu blutigen Verwicklungen. So bemächtigte sich Richard der Gerichtsherr 895 der Grafschaft, die damit Odo von Paris verlorenging. Hugo der Große eroberte 936 Sens und entriss die Grafschaft somit Hugo dem Schwarzen. 1055 kam diese schließlich an die französische Krondomäne.

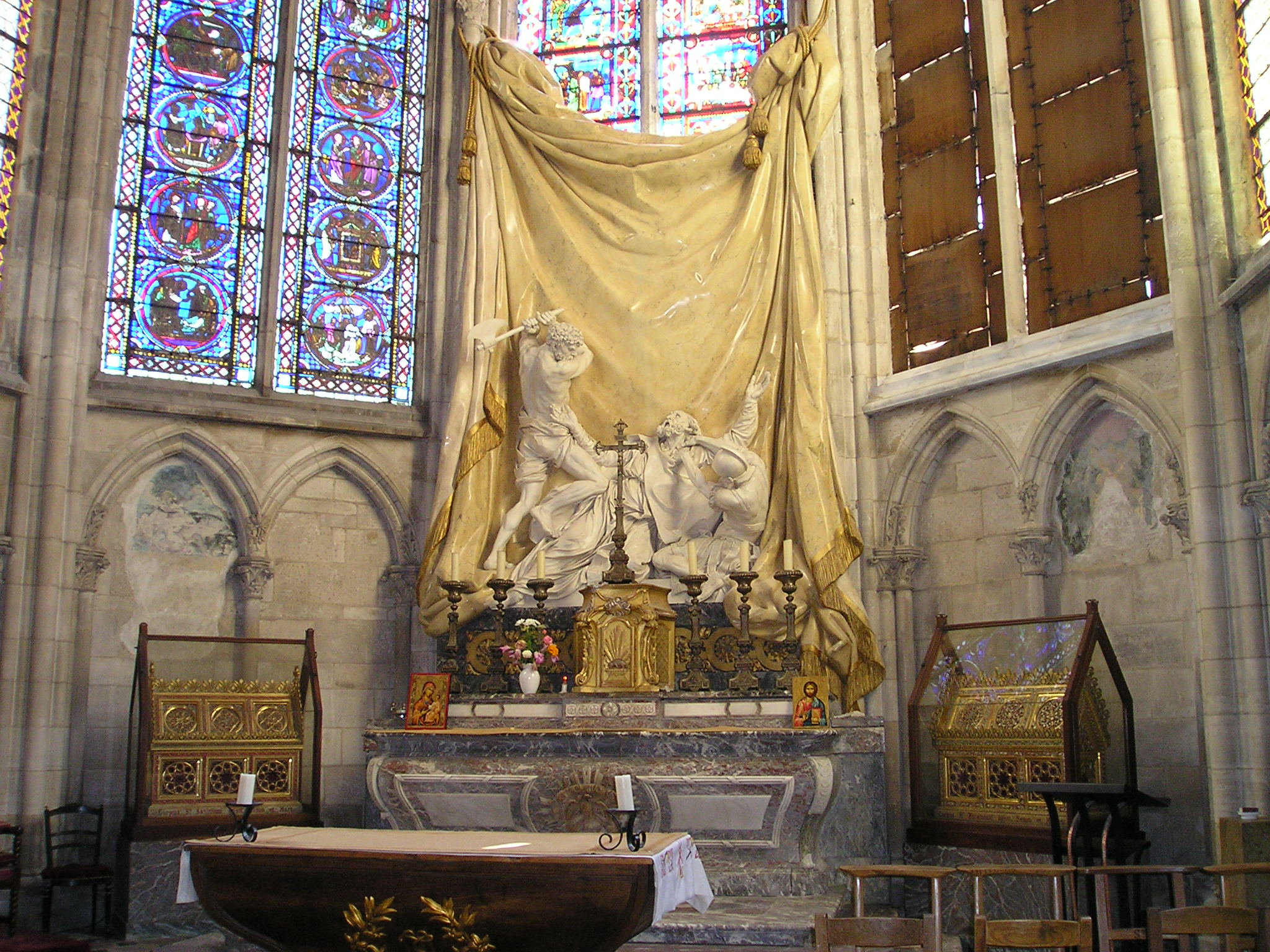
Altar in der Kathedrale

1135 wurde mit dem Bau der Kathedrale St. Étienne begonnen, die als erste gotische Kathedrale gilt. Um die Mitte des 12. Jahrhunderts organisierten die Bürger von Sens ihre Stadt als Kommune und setzten den Kampf gegen den Klerus fort. 1141 wurde Petrus Abaelardus auf dem Konzil von Sens der Häresie angeklagt und verurteilt. Von 1163 bis 1165 war Sens der Sitz des aus Italien geflüchteten Papstes Alexander III. Thomas Becket verbrachte einige Zeit seines Exils (1166–1170) in der 2 km nördlich von Sens gelegenen Abtei Sainte-Colombe. 1189 erhielt Sens das Stadtrecht. 1234 feierten der französische König Ludwig IX. und Margarete von der Provence in Sens Hochzeit. Am 17. September 1477 wurde hier ein Waffenstillstand zwischen dem späteren Kaiser Maximilian und dem französischen König Ludwig XI. geschlossen.

### Neuzeit
Sens war während der Hugenottenkriege ein Zentrum des Katholizismus. Hier wurden 1562 viele Hugenotten ermordet, und es gehörte zu den ersten Städten, die sich der Heiligen Liga anschlossen. In der Folge widerstand Sens auch von 1590 bis 1594 Heinrich IV., wofür er der Stadt ihre Privilegien aberkannte. 1622 wurde Paris, das bisher ein Suffraganbistum der Erzdiözese Sens war, zu einem eigenen Erzbistum erhoben und erhielt auch die Jurisdiktion über die bislang zur Erzdiözese Sens gehörigen Bistümer Chartes, Orléans und Meaux. Während des Sechsten Koalitionskriegs gelang es württembergischen und österreichischen Truppen, das von General Jacques Alexandre François Allix de Vaux hartnäckig verteidigte Sens 1814 zu erstürmen. Das 1801 aufgehobene Erzbistum Sens wurde 1822 wiederhergestellt. Im Deutsch-Französischen Krieg wurde Sens 1870/71 von deutschen Truppen besetzt.
Als sich Frankreich im Zweiten Weltkrieg unter deutscher Besatzung befand, denunzierten manche Menschen ihre Nachbarn an die Deutschen. So sagte die 17-jährige Jacqueline D. über eine Person, die nur mit den Initialen M. H. dokumentiert ist, dass sie Flugblätter der Résistance besitze. Später gab die geständige Frau in der Untersuchung an, nicht gewusst zu haben, welche schwerwiegenden Folgen dies für M. H. haben würde. Ihre Mutter fügte hinzu, ihre Tochter habe dies „ohne Bösartigkeit“ gesagt. Es gibt auch andere Erinnerungen: Ein zur Zwangsarbeit am „Atlantikwall“ abgeurteilter antifaschistischer Deutscher, der aus einem Lager in Nordfrankreich entflohen war, schloss sich dem Maquis in der Gegend von Sens an und wurde Leutnant der Résistance.

### Bevölkerungsentwicklung
| Jahr      | 1962   | 1968   | 1975   | 1982   | 1990   | 1999   | 2011   | 2018   |
| Einwohner | 20.015 | 23.035 | 26.463 | 26.602 | 27.082 | 26.904 | 25.146 | 26.586 |

## Sehenswürdigkeiten

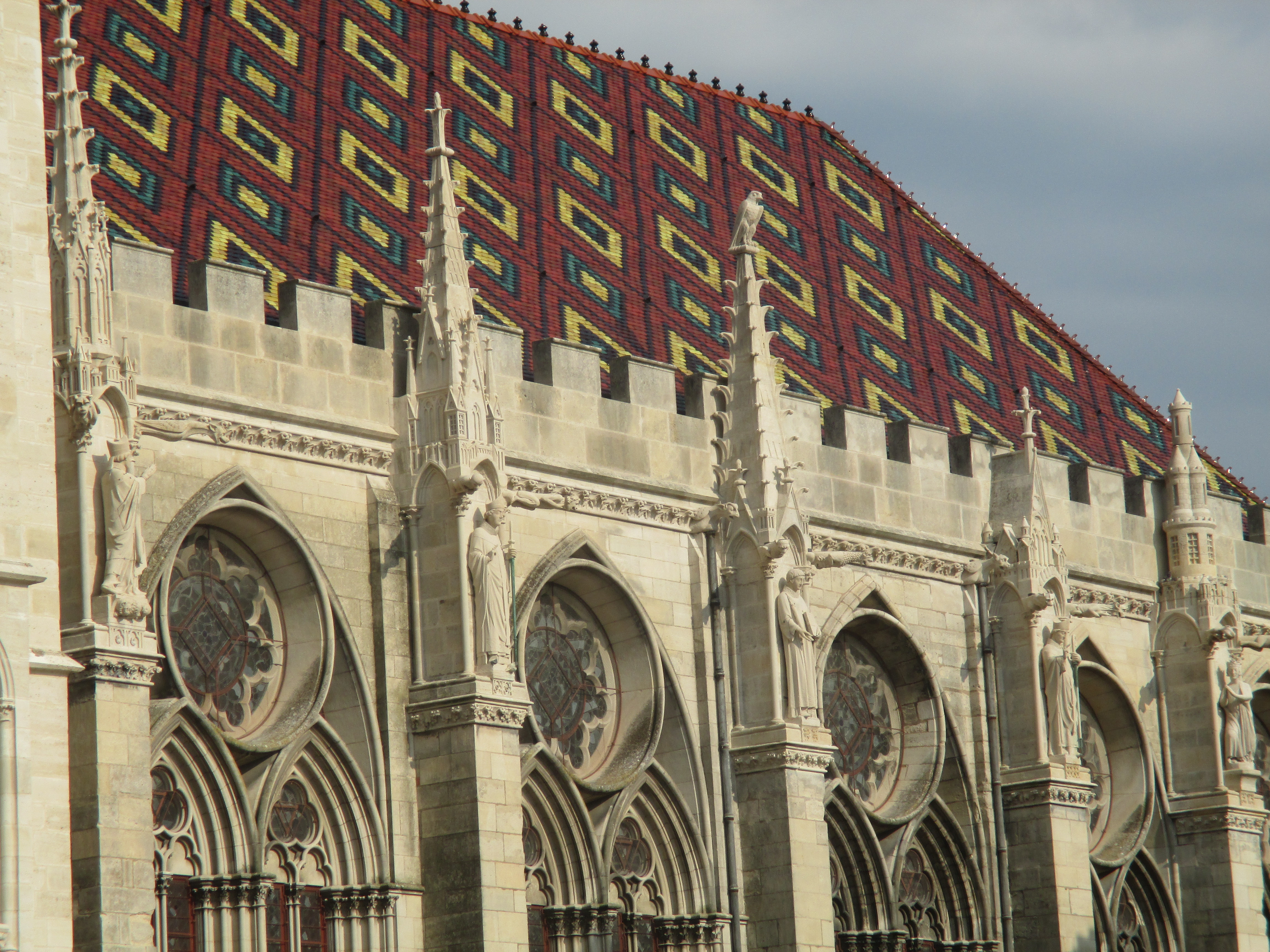
Synodalpalast in Sens

- Die Kathedrale des Erzbistums Sens
- Der alte Bischofspalast, in dem die Museen von Sens untergebracht sind, unter anderem eine große Sammlung mittelalterlicher Kunst in Frankreich
- Synodalpalast, erbaut im 13. Jahrhundert
- Haus Abraham
- Stadttheater, 1882 eingeweiht
- Rathaus, 1904 eingeweiht

## Wirtschaft
Das in einer reichhaltigen Agrarregion gelegene Sens besitzt eine vielfältige verarbeitende Industrie, mit Pharmakonzernen, Elektronikfirmen und Lebensmittelherstellern. Viele Wirtschaftszweige von Sens sind mit jenen von Paris verschmolzen.

## Verkehr
Der Bahnhof von Sens, welcher an der Bahnstrecke Paris–Marseille liegt, verfügt über fünf Gleise an drei Bahnsteigen und wird hauptsächlich von den Nahverkehrszügen der TER Bourgogne angefahren. Es gibt u. a. Verbindungen nach Paris, Auxerre und Dijon. Der Bahnhof Paris-Bercy ist erreichbar in 50 Minuten. Sens hat einen Stadtbusverkehr mit neun Linien, die die Stadt und die Umgebung bedienen. Außerdem ist Sens über die Autoroute A 19 ans Autobahnnetz angeschlossen.

## Persönlichkeiten
- Jean Cousin der Jüngere (1522–1595), Maler, Bildhauer und Graphiker
- Claude Goyrand (um 1610–1662), Kupferstecher und Radierer
- Élisabeth-Paul-Édouard de Rossel (1765–1829), Forschungsreisender und Konteradmiral
- Louis Savinien Dupuis (1806–1874), Pater der Pariser Mission und Gründer des ersten einheimischen Schwesternordens von Indien
- Jacques Charles René Duchesne (1837–1918), General
- Jules Case (1854–1931), Schriftsteller, Journalist und Literaturkritiker
- Marie Cronier (1857–1937), Benediktinerin, Äbtissin und Klostergründerin
- Savinien Louismet (1858–1926), Benediktinerpater
- Charles-François-Prosper Guérin (1875–1939), Maler des Impressionismus
- Bacary Sagna (* 1983), Fußballspieler
- Clément Chantôme (* 1987), Fußballspieler
- Orlann Ombissa-Dzangue (* 1991), Sprinterin
- Ulrick Eneme-Ella (* 2001), gabunisch-französischer Fußballspieler

## Partnerstädte
- Lörrach, Deutschland seit 1966
- Senigallia, Ancona, Italien seit 1981
- Chester, Vereinigtes Königreich seit 1994

Alle vier Städte sind untereinander gleichfalls Partnerstädte. Jährlich finden zahlreiche Begegnungen und Austausche sowohl zwischen Schulen und Vereinen als auch Praktikantenaustausch von Industrie und Handel statt.
Einen Freundschaftsvertrag gibt es seit 1999 mit der Stadt Wyschhorod in der Ukraine.
Einen speziellen Städtepartnerschaftsvertrag gibt es seit 2012 mit Fafe in Portugal.

## Sonstiges
- Sens ist Sitz des Erzbistums Sens-Auxerre.
- In Gustave Flauberts Roman L’Éducation sentimentale ist Sens der Schulort des Protagonisten Frédéric Moreau.